# Foday Sankoh
Foday Saybana Sankoh (17 de outubro de 1937 – Freetown, 29 de julho de 2003) foi o líder e fundador do grupo paramilitar de Serra Leoa chamado Frente Revolucionária Unida. Ele liderou esta organização durante os onze anos da Guerra Civil de Serra Leoa, entre 1991 e 2002. Sankoh chegou a servir como vice-presidente de Serra Leoa de 1999 até o ano 2000, período que também controlou legalmente as minas de diamantes. Estima-se que 50 mil pessoas foram mortas durante a guerra, e mais de 500 mil pessoas foram deslocadas para países vizinhos.
Durante a guerra civil contra o governo de Serra Leoa, ele manteve controle sobre as minas de diamante do leste para financiar o conflito. Em muitos casos os rebeldes sob seu comando usaram trabalho escravo para executar a extração. Seus combatentes eram muito violentos contra a população local, torturavam, executavam assassinatos, saqueavam, praticavam mutilações, sequestravam e forçavam crianças a combater obrigando-as a consumir álcool e drogas para encoraja-las.
Após uma década comandando a Frente Revolucionária Unida e presidindo sobre incontáveis massacres e abusos, Sankoh foi preso pelo governo serra-leonês no ano 2000 e logo depois foi entregue para um tribunal sob jurisdição da ONU. Chegou a ser autuado por dezessete acusações de crimes contra a humanidade e de guerra por um tribunal especial de Serra Leoa mas morreu na prisão antes de ser julgado. Considerado um cruel assassino, sua morte foi comemorada pela população do país.

## Morte
Sankoh morreu no hospital devido a complicações decorrentes de um acidente vascular cerebral enquanto aguardava julgamento na noite de 29 de julho de 2003. Em uma declaração do tribunal de crimes de guerra apoiado pela ONU, o promotor-chefe David Crane disse que a morte de Sankoh lhe deu "um fim pacífico que negou a tantos outros”. Ele foi enterrado em sua cidade natal, Magbruka, na província de Serra Leoa.